# (2238) Steshenko
(2238) Steshenko est un astéroïde de la ceinture principale.

## Description
(2238) Steshenko est un astéroïde de la ceinture principale. Il fut découvert le 11 septembre 1972 à Naoutchnyï par Nikolaï Tchernykh. Il présente une orbite caractérisée par un demi-grand axe de 3,06 UA, une excentricité de 0,18 et une inclinaison de 1,3° par rapport à l'écliptique.

## Compléments